# St. Francis (Arkansas)
St. Francis è una città degli Stati Uniti d'America situata nello Stato dell'Arkansas, nella Contea di Clay.
Si trova sulla riva del fiume Saint Francis, da cui prende il nome.